# Autism Society of America
L'Autism Society of America (Societat d'autisme d'Amèrica, ASA) va ser fundada el 1965 per Bernard Rimland i Ivar Løvaas juntament amb Ruth C. Sullivan i un petit grup d'altres pares de nens amb autisme. El seu nom original era la National Society for Autistic Children (Societat Nacional per a nens autistes); el nom es va canviar per emfatitzar que els nens autistes creixen. L'objectiu assenyalat de l'ASA és augmentar la consciència del públic sobre l'autisme i els problemes del dia a dia que afronten les persones amb autisme, així com les seves famílies i els professionals amb els quals interactuen.

## Fundació
El 1964, el Dr. Bernard Rimland va escriure un llibre, Infantile Autism (Autisme Infantil), sobre l'autisme que va convèncer a altres persones que treballaven en el camp que l'autisme és un trastorn fisiològic, no un problema mental o un problema emocional. Rimland va rebre tantes trucades telefòniques de pares amb nens amb autisme que demanaven més informació sobre l'autisme que Rimland va decidir ajudar a organitzar el grup i l'Institute for Child Behavior Research (Institut de Recerca del Comportament Infantil) a San Diego.
Mooza Grant va ser el primer president de l'organització.